# Robert-Casimir Dosseh-Anyron
Robert Dosseh (mit vollem Namen Robert-Casimir Tonyui Messan Dosseh-Anyron; * 13. Oktober 1925 in Vogan, Togo; † 15. April 2014 in Lille, Frankreich) war Erzbischof von Lomé.

## Leben
Robert Dosseh empfing am 21. Dezember 1951 die Priesterweihe für das Apostolische Vikariat Lomé. Er studierte Philosophie und wurde von Bischof Joseph Strebler SMA 1948 zum Studium nach Rom geschickt, wo er 1955 mit summa cum laude mit einer Arbeit über die Eucharistie in den Werken von Jacques Bénigne Bossuet zum Doktor der Theologie promoviert wurde. Er war Seelsorger in Lomé und Pfarrer von St. Johannes der Apostel in Tsévié, 35 km nördlich von Lomé. 1960 wurde er Direktor des Schulamtes des Erzbistums Lomé und ein paar Monate später Generalvikar dieses Erzbistums.
Papst Johannes XXIII. ernannte Robert Dosseh am 10. März 1962 zum Erzbischof von Lomé. Der Erzbischof von München und Freising, Julius August Kardinal Döpfner, spendete ihn am 10. Juni 1962 die Bischofsweihe; Mitkonsekratoren waren Joseph-Paul Strebler SMA, emeritierter Bischof von Lomé, und Bernardin Gantin, Erzbischof von Cotonou. Bischof Dosseh war Konzilsvater aller vier Sitzungsperioden des Zweiten Vatikanischen Konzils.
Am 30. November 2001 nahm Papst Johannes Paul II. seinen vorzeitigen Rücktritt aus gesundheitlichen Gründen an.